# Wyszczi Wowkiwci
Wyszczi Wowkiwci (ukr. Вищі Вовківці) – wieś na Ukrainie, w obwodzie chmielnickim, w rejonie chmielnickim, w hromadzie Rozsosza. W 2001 liczyła 208 mieszkańców, spośród których 206 wskazało jako ojczysty język ukraiński, 1 rosyjski, a 1 mołdawski.
W pobliżu znajduje się przystanek kolejowy Rozsosza, położony na linii Chmielnicki – Kamieniec Podolski – Kelmieńce.